# Kopet Dag
Il Kopet Dag è una catena montuosa situata alla frontiera tra Turkmenistan e Iran, ad oriente del Mar Caspio ed è estesa per circa 650 km lungo il confine asiatico. La vetta più alta della catena presente nel territorio del Turkmenistan si trova a sud-ovest della capitale Ashgabat e si eleva a 2940 m, mentre la sommità iraniana più alta è di 3191 m.
Le colline ai piedi del Kopet Dag, nei pressi di Ashgabat, sono il sito delle rovine dell'antica città partia di Nisa (Nessa).